# Louis Champigny-Aubin
Pour les articles homonymes, voir Champigny.
Louis Champigny-Aubin, né à Chinon le 2 décembre 1756 et mort à Langeais le 24 novembre 1847 est un homme politique français.
À ne pas confondre avec son cousin René-Jean Champigny-Clément, autre conventionnel d'Indre-et-Loire. 

## Biographie
Louis Champigny-Aubin est le fils de François Louis Champigny, marchand, et de Françoise Gault. Il épouse Marie Jeanne Aubin, fille d'un négociant.
Il est propriétaire à Langeais au moment de la Révolution française. Il se rallie aux idées nouvelles avec une certaine modération. Cela ne l'empêche pas d'être élu procureur-syndic du district de Chinon. En 1791, alors "administrateur du conseil du département à Langeais", il est élu député suppléant d'Indre-et-Loire à l'Assemblée législative.
Le 9 septembre 1792, il est élu député suppléant d'Indre-et-Loire à la Convention nationale, avec 157 voix sur 233 votants. Le 5 vendémiaire de l'an III (26 septembre 1794), il est admis à siéger en remplacement de Jacques Louis Dupont, démissionnaire. 
Durant son court mandat, il se fait surtout remarquer par sa proposition d'abolir la peine de mort, qu'il soumet le 30 nivôse an III (20 janvier 1795). Les thermidoriens, qui dominaient alors l'Assemblée, considèrent cette proposition comme jacobine et donc suspecte, ce qui entraîne son rejet immédiat.
Son mandat expiré, Champigny se tourne vers la diplomatie. Un temps en poste à Madrid, il est secrétaire de légation à La Haye, puis en 1798 chargé d'affaires auprès de la République helvétique. 
En 1815, il fait sa réapparition sur la scène politique en étant réélu par l'Indre-et-Loire à la Chambre des Cent-Jours, par 62 voix sur 92 votants. Il ne s'y fait pas remarquer et rentre dans la vie privée lorsque l'assemblée se sépare.
Il meurt le 24 novembre 1847 à 91 ans.

## Sources
- « Louis Champigny-Aubin », dans Adolphe Robert et Gaston Cougny, Dictionnaire des parlementaires français, Edgar Bourloton, 1889-1891 [détail de l’édition]
- Alphonse de Beauchamp, Biographie moderne, ou, Galerie historique, civile, militaire, politique et judiciaire, Paris, Alexis Eymery et Delaunay, 1816, tome I

## Biographie
- Notices d'autorité :   - VIAF
  - ISNI
  - BnF (données)
- Ressource relative à la vie publique :   - Base Sycomore